# Maria Öhrman
Maria Margareta Öhrman Liljeberg, född 13 oktober 1963 i Sandviken, är en svensk dansare och dansdomare. För den breda allmänheten är hon mest känd som en av domarna i TV-programmet Let's Dance på TV 4, där hon satt som domare från starten 2006 till och med 2010.

## Meriter
Som tävlingsdansare (standarddans) har Öhrman representerat Sverige i både EM och VM och olika internationella tävlingar. Som högst rankad som nummer 11 internationellt som amatör. Dessutom är hon svensk mästarinna. Hon är även registrerad som professionell domare och har dömt i tävlingar både i Sverige och internationellt, mest i Europa.